# Karin Dedler
Karin Dedler (ur. 2 lutego 1963 w Dietmannsried) – niemiecka narciarka alpejska reprezentująca też RFN, brązowa medalistka mistrzostw świata.

## Kariera
Pierwsze punkty do klasyfikacji generalnej Pucharu Świata wywalczyła 8 grudnia 1984 roku w Davos, zajmując ósme miejsce w supergigancie. Na podium zawodów tego cyklu po raz pierwszy stanęła 13 stycznia 1990 roku w Haus, kończąc rywalizację w zjeździe na trzeciej pozycji. W zawodach tych wyprzedziły ją jedynie Maria Walliser ze Szwajcarii i Austriaczka Petra Kronberger. W kolejnych startach jeszcze dwukrotnie znalazła się w najlepszej trójce: 4 lutego 1990 roku w Veysonnaz była trzecia w zjeździe, a 9 lutego 1991 roku w Garmisch-Partenkirchen była druga w supergigancie. Najlepsze wyniki osiągnęła w sezonie 1989/1990, kiedy zajęła jedenaste miejsce w klasyfikacji generalnej.
W 1987 roku wystartowała na mistrzostwach świata w Crans-Montana, gdzie była dwunasta w zjeździe i trzynasta w kombinacji. Podczas rozgrywanych dwa lata później mistrzostw świata w Vail zdobyła brązowy medal w zjeździe. Wyprzedziły ją tam tylko Maria Walliser i Kanadyjka Karen Percy. Był to jej jedyny medal wywalczony na międzynarodowych zawodach tej rangi. Na tej samej imprezie zajęła też piąte miejsce w gigancie. Była również trzynasta w supergigancie na mistrzostwach świata w Saalbach w 1991 roku. Brała ponadto udział w igrzyskach olimpijskich w Calgary w 1988 roku, gdzie była czternasta w kombinacji.
W 1992 roku zakończyła karierę.

## Osiągnięcia

### Igrzyska olimpijskie
| Miejsce | Dzień     | Rok  | Miejscowość | Konkurencja | Czas biegu | Strata     | Zwyciężczyni  |
| ------- | --------- | ---- | ----------- | ----------- | ---------- | ---------- | ------------- |
| 14.     | 21 lutego | 1988 | Calgary     | Kombinacja  | 29,25 pkt  | +75,93 pkt | Anita Wachter |

### Mistrzostwa świata
| Miejsce | Dzień       | Rok  | Miejscowość   | Konkurencja | Czas biegu | Strata     | Zwyciężczyni    |
| ------- | ----------- | ---- | ------------- | ----------- | ---------- | ---------- | --------------- |
| 13.     | 30 stycznia | 1987 | Crans-Montana | Kombinacja  | 15,32 pkt  | +78,49 pkt | Erika Hess      |
| 12.     | 1 lutego    | 1987 | Crans-Montana | Zjazd       | 1:43,80    | +2,35      | Maria Walliser  |
| 3.      | 5 lutego    | 1989 | Vail          | Zjazd       | 1:46,50    | +1,51      | Maria Walliser  |
| 11.     | 8 lutego    | 1989 | Vail          | Supergigant | 1:19,46    | +1,12      | Ulrike Maier    |
| 5.      | 11 lutego   | 1989 | Vail          | Gigant      | 2:29,37    | +2,96      | Vreni Schneider |
| 13.     | 29 stycznia | 1991 | Saalbach      | Supergigant | 1:08,72    | +1,69      | Ulrike Maier    |

### Puchar Świata

#### Miejsca w klasyfikacji generalnej
- sezon 1984/1985: 46.
- sezon 1985/1986: 55.
- sezon 1986/1987: 50.
- sezon 1987/1988: 38.
- sezon 1988/1989: 49.
- sezon 1989/1990: 11.
- sezon 1990/1991: 20.
- sezon 1991/1992: 32.

#### Miejsca na podium
1. Haus – 13 stycznia 1990 (zjazd) – 3. miejsce
2. Veysonnaz – 4 lutego 1990 (zjazd) – 3. miejsce
3. Garmisch-Partenkirchen – 9 lutego 1991 (supergigant) – 2. miejsce